# 日本モータースポーツ専門学校
日本モータースポーツ専門学校大阪校（にほんモータースポーツせんもんがっこう）は、学校法人則天学園が運営する大阪市大正区にある専修学校。
則天学園は他に大阪市内に新大阪自動車専門学校と大阪動植物海洋専門学校を持つ。

## 沿革
- 大阪校
  - 1988年 コンピュータ大阪工学専門学校として開校
  - 1995年 日本総合工学院専門学校と改称
  - 2002年 現校名となる

## 学科
- 二級整備士学科・モータースポーツ自動車工学科・カスタマイズ自動車工学科・モーターサイクル学科

## 所在地
- 〒551-0002 大阪市大正区三軒家東1-7-3